# ドナルド・マクモナグル
ドナルド・マクモナグル(Donald Ray McMonagle、1952年5月14日)は、アメリカ航空宇宙局の宇宙飛行士で、3度の宇宙飛行を経験した。1997年8月15日にケネディ宇宙センターの打上げ責任者となり、スペースシャトルの最後の準備、打上げ、着陸後の機体のケネディ宇宙センターへの帰還等を担当した。Mission Management Teamの議長も務め、打上げの最終決定権を持った。

## 生い立ち
マクモナグルは1952年5月にミシガン州フリントで生まれ、1970年にハマディ高校を卒業した。1974年に空軍士官学校で航空宇宙工学の学士号、1985年にカリフォルニア州立大学フレズノ校で機械工学の修士号、2003年にミシガン大学ロス・スクール・オブ・ビジネスで経営学修士を取得した。

## 軍でのキャリア
マクモナグルは、1975年にミシシッピ州のコロンバス空軍基地でパイロットの訓練を受けた。フロリダ州のホームステッド空軍基地でF-4の訓練を受けた後、大韓民国の群山空軍基地でF-4パイロットとして1年間の任務に従事した。1977年にニューメキシコ州のホロマン空軍基地に戻り、1979年にはF-15の教官としてアリゾナ州のルーク空軍基地に配属された。1981年、カリフォルニアの空軍Test Pilot Schoolに入学し、優秀な成績で卒業した。1982年から1985年まで、F-16の管制官及びテストパイロットを務めた。1985年から1986年までアラバマ州マクスウェル空軍基地にあるAir Command and Staff Collegeに通った後、エドワーズ空軍基地の第6513試験隊で管制官として配属された。
主にT-38、F-4、F-15、F-16等で、5,000時間以上の飛行経験を持つ。

## 宇宙飛行士
マクモナグルは1987年1月にNASAにより宇宙飛行士に選ばれ、3度の宇宙飛行で605時間以上を宇宙で過ごした。
1991年4月の国防総省のためのミッションであるSTS-39では、ミッションスペシャリストとしてスペースシャトル・ディスカバリーに搭乗した。8日間のこのミッションでは、7人の乗組員が遠隔操作宇宙船を展開、操縦、回収し、地球の大気中の自然現象と誘発現象の両方の研究を含むいくつかの科学実験を実施した。
1993年1月には、STS-54で操縦手としてスペースシャトル・エンデバーに搭乗した。6日間のミッションで、TDRSを展開し、拡散X線分光計を用いて恒星X線についての情報を収集した。
1994年11月には、STS-66の船長としてスペースシャトル・アトランティスに搭乗し、11日間のミッションを率いた。
1996年1月、マクモナグルは、スペースシャトルと国際宇宙ステーションを支援するための宇宙遊泳に使用される宇宙服とツールに関連するすべてのNASAのリソースを管理する新しい船外活動プロジェクト室を設立する仕事を割り当てられた。この部署の役割には、将来の宇宙探査を支援する新世代宇宙服の研究と開発の計画も含まれていた。

## 名誉等
- エア・メダル
- メリトリアスサービスメダル
- w:Commendation Medal(3つ)
- w:Defense Meritorious Service Medal
- 殊勲飛行十字章
- w:NASA Space Flight Medal(3つ)
- w:NASA Exceptional Service Medal
- NASA Outstanding Leadership Medal

## 私生活
アリゾナ州フェニックスのJanyce Mortonと結婚しており、2人の子供がいる。アリゾナ州ツーソンに居住している。